# Wiatcheslaw Witkowsky
Wiatcheslaw Witkowsky  (nutida transkribering Vjatjeslav Sergej Pavel Vitkovskij), född 3 maj 1902 i S:t Petersburg, Ryssland, död 8 augusti 1946 i Sankt Görans församling, Stockholm, var en rysk-svensk konsertpianist.

## Biografi
Efter att ha fått sin utbildning i Petrograd kom Witkowsky till Sverige 1923 och blev svensk medborgare 1930. Han gjorde sig känd och uppskattad genom sina tolkningar av dels rysk pianomusik, särskilt då pianokonserter av Tjajkovskij och Rachmaninov, dels Chopins soloverk. Witkowsky var dock även en tidig svensk framförare av atonal musik, bland annat vid en studentafton i Lund 8 oktober 1929 tillsammans med Sten Broman. Vid sidan av Olof Wibergh ansågs Witkowsky vara en av sin tids ledande svenska pianister. Han var även verksam som pianolärare, bland annat åt Sixten Ehrling.
Wiatcheslaw Witkowsky var gift med konstnären Asta Witkowsky. Makarna är begravda på Norra begravningsplatsen utanför Stockholm.